# 563 (nombre)
Cet article est relatif au nombre 563. Pour les années, voir 563 et 563 av. J.-C.
Le nombre 563 (cinq cent soixante-trois) est le 103e nombre premier. 
C'est :
- le plus grand des trois nombres premiers de Wilson connus,
- un nombre premier sûr,
- un nombre premier de Chen,
- un nombre d'Eisenstein premier,
- un nombre premier sexy avec 569,
- un nombre heureux,
- un nombre premier équilibré,
- un nombre strictement non palindrome.

563 est le plus petit nombre premier à être jumeau avec un nombre de Carmichael, en l'occurrence avec 561. Il est à noter toutefois que 561 n'est pas premier (561 = 3 × 11 × 17) donc 561 et 563 ne forment pas un couple de nombres premiers jumeaux.
Aux États-Unis d'Amérique, il est l'indicatif téléphonique de la partie nord-est de l'Iowa.